# Sistema de numeración decimal

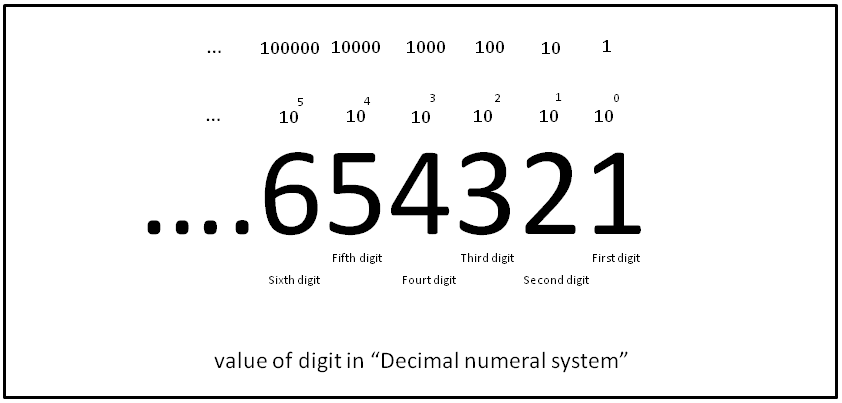
Valor posicional del número en el sistema decimal

El sistema de numeración decimal es un sistema de numeración posicional  en el que las cantidades se representan utilizando como base aritmética el número diez. El conjunto de símbolos utilizado (sistema de numeración arábiga) se compone de diez cifras: cero (0), uno (1), dos (2), tres (3), cuatro (4), cinco (5), seis (6), siete (7), ocho (8) y nueve (9).
Excepto en ciertas culturas, es el sistema usado habitualmente en todo el mundo y en todas las áreas que requieren de un sistema de numeración.
Un número decimal (también a menudo simplemente decimal o, menos correctamente, número decimal), se refiere generalmente a la notación de un número en el sistema numérico decimal. Los decimales pueden identificarse a veces con un separador decimal (normalmente "." o "," como en 25.9703 o 3,1415). Decimal también puede referirse específicamente a los dígitos después del separador decimal, como en "3.14 es la aproximación de π a dos decimales". Los dígitos cero después del separador decimal sirven para indicar la precisión de un valor.
Los números que pueden representarse en el sistema decimal son las fracciones decimales. Es decir, fracciones de la forma a/10n, donde a es un número entero, y n es un  número entero no negativo.
El sistema decimal se ha extendido a decimales infinitos para representar cualquier número real, mediante el uso de una secuencia infinita de dígitos después del separador decimal (véase representación decimal). En este contexto, los números decimales con un número finito de dígitos distintos de cero después del separador decimal se denominan a veces decimales terminales. Un  decimal repetitivo es un decimal infinito que, después de algún lugar, repite indefinidamente la misma secuencia de dígitos (por ejemplo, 5.123144144144144... = 5.123144).()
Un decimal infinito representa un número racional, el cociente de dos enteros, si y sólo si es un decimal que se repite o tiene un número finito de dígitos distintos de cero.

## Origen

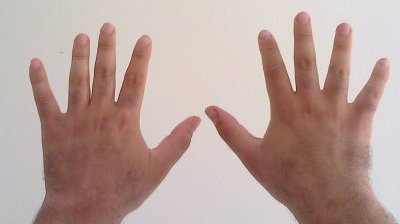
Diez dígitos en dos manos, el posible origen de la cuenta decimal

Muchos  sistemas numéricos de civilizaciones antiguas utilizan el diez y sus potencias para representar números, posiblemente porque hay diez dedos en las dos manos y las personas empezaron a contar utilizando los dedos. Algunos ejemplos son, en primer lugar, los  numerales egipcios, luego los  numerales brahmi, los numerales griegos, los numerales hebreos, los numerales romanos y los numerales chinos. Los números muy grandes eran difíciles de representar en estos antiguos sistemas numéricos, y sólo los mejores matemáticos eran capaces de multiplicar o dividir números grandes. Estas dificultades se resolvieron completamente con la introducción del  sistema numérico hindú-árabe para representar números enteros. Este sistema se ha extendido para representar algunos números no enteros, llamados fracciones decimales o números decimales, para formar el sistema numérico decimal.

## Notación decimal

### Para números enteros
Al ser posicional, el sistema decimal es un sistema de numeración en el cual el valor de cada dígito depende de su posición dentro del número. Para números enteros, comenzando de derecha a izquierda, el primer dígito le corresponde el lugar de las unidades, de manera que el dígito se multiplica por 100 (es decir 1) ; el siguiente dígito corresponde a las decenas (se multiplica por 101=10); el siguiente a las centenas (se multiplica por 102=100); el siguiente a las unidades de millar (se multiplica por 103=1000) y así sucesivamente, nombrándose este según su posición siguiendo la escala numérica correspondiente (larga o corta). El valor del número entero es la suma de los dígitos multiplicados por las correspondientes potencias de diez según su posición.
Como ejemplo, el número 17350:
{\displaystyle {\begin{array}{rllllllllll}17\;350&=&1\cdot 10\;000&+&7\cdot 1\;000&+&3\cdot 100&+&5\cdot 10&+&0\cdot 1\\{}&=&1\cdot 10^{4}&+&7\cdot 10^{3}&+&3\cdot 10^{2}&+&5\cdot 10^{1}&+&0\cdot 10^{0}\end{array}}}
Para representar un número no negativo, un número decimal consiste en
- o bien una secuencia (finita) de dígitos (como "2017"), donde la secuencia completa representa un número entero:
{\displaystyle a_{m}a_{m-1}\ldots a_{0}}
- o una marca decimal que separa dos secuencias de dígitos (como "20,70828")

{\displaystyle a_{m}a_{m-1}\ldots a_{0}.b_{1}b_{2}\ldots b_{n}}.
Si m > 0, es decir, si la primera secuencia contiene al menos dos dígitos, se suele suponer que el primer dígito am no es cero. En algunas circunstancias puede ser útil tener uno o más 0 a la izquierda; esto no cambia el valor representado por el decimal: por ejemplo, 3,14 = 03,14 = 003,14. Del mismo modo, si el último dígito a la derecha de la marca decimal es cero, es decir, si bn = 0, puede eliminarse; a la inversa, pueden añadirse ceros después de la marca decimal sin cambiar el número representado; A veces, los ceros adicionales se utilizan para indicar la exactitud de una medida. Por ejemplo, "15,00 m" puede indicar que el error de medición es inferior a un centímetro (0,01 m), mientras que "15 m" puede significar que la longitud es de aproximadamente quince metros y que el error puede superar los 10 centímetros. Por ejemplo, 15 = 15,0 = 15,00 y 5,2 = 5,20 = 5,200.
Para representar un número negativo, se antepone un signo menos a am.
El numeral {\displaystyle a_{m}a_{m-1}\ldots a_{0}.b_{1}b_{2}\ldots b_{n}} representa el número
{\displaystyle a_{m}10^{m}+a_{m-1}10^{m-1}+\cdots +a_{0}10^{0}+{\frac {b_{1}}{10^{1}}}+{\frac {b_{2}}{10^{2}}}+\cdots +{\frac {b_{n}}{10^{n}}}}.
La parte entera o parte integral de un número decimal es el número entero escrito a la izquierda del separador decimal (véase también truncamiento). Para un número decimal no negativo, es el mayor entero que no es mayor que el decimal. La parte desde el separador decimal hacia la derecha es la parte fraccionaria, que es igual a la diferencia entre el numeral y su parte entera.
Cuando la parte integral de un numeral es cero, puede ocurrir, típicamente en informática, que no se escriba la parte entera (por ejemplo, .1234, en lugar de 0.1234). En la escritura normal, esto suele evitarse, por el riesgo de confusión entre el signo decimal y otros signos de puntuación.
En resumen, la contribución de cada dígito al valor de un número depende de su posición en el numeral. Es decir, el sistema decimal es un  sistema numérico posicional.

### Para números no enteros
Se puede extender este método para los decimales, utilizando las potencias negativas de diez, y un separador decimal entre la parte entera y la parte fraccionaria, que queda a la derecha. En este caso, el primer dígito a la derecha del separador decimal corresponde a las décimas (se multiplica por 10-1=0,1); el siguiente a las centésimas (se multiplica por 10-2=0,01); el siguiente a las milésimas (se multiplica por 10-3=0,001) y así sucesivamente, nombrándose estos según su posición, utilizando el partitivo decimal correspondientes.
Como ejemplo, tómese el número 1,0243:
{\displaystyle {\begin{array}{rllllllllll}1,0243&=&1\cdot 1&+&0\cdot 0,1&+&2\cdot 0,01&+&4\cdot 0,001&+&3\cdot 0,0001\\{}&=&1\cdot 10^{0}&+&0\cdot 10^{-1}&+&2\cdot 10^{-2}&+&4\cdot 10^{-3}&+&3\cdot 10^{-4}\end{array}}}

### Para números reales
Cualquier número real tiene una representación decimal (posiblemente infinita) combinando las dos representaciones anteriores de potencias positivas y negativas de 10, de manera que puede ser escrito como
{\displaystyle x=\mathop {\rm {sign}} \sum _{i\in \mathbb {Z} }a_{i}\,10^{i}}
donde
- sign ∈ {+,−}, que está relacionado con la función signo,
- ℤ es el conjunto de todos los enteros (positivos, negativos y cero), y
- ai ∈ { 0,1,...,9 } para todo i ∈ ℤ son sus dígitos decimales, iguales a cero para todo i mayor que algún número (aquel número que es el logaritmo decimal de |x|).

Tal suma converge al número real cuanto más y más valores de i negativos sean incluidos, incluso si hay infinitos términos ai distintos de cero.

### Normativa de escritura en elidioma español
Para el separador decimal, la Real Academia Española (RAE) aconseja:

Para separar la parte entera de la decimal debe usarse la coma, según establece la normativa internacional: El valor de π es 3,1416. No obstante, también se admite el uso anglosajón del punto, extendido en algunos países americanos: El valor de π es 3.1416.
Diccionario Panhispánico de Dudas - Primera edición (octubre de 2005)

En España la coma alta ( ' ) como separador está erradicada, y es considerada una falta de ortografía.
Como separador de millares, antiguamente se utilizaba un punto, un subíndice 1 como separador de millones, un subíndice 2 como separador de billones, 3 de trillones, etc. Actualmente esta escritura está erradicada. Debe escribirse agrupándolos cada tres dígitos (exceptuando números de 4 cifras):

Al escribir números de más de cuatro cifras, se agruparán estas de tres en tres, empezando por la derecha, y separando los grupos por espacios en blanco: 8 327 451 (y no por puntos o comas, como, dependiendo de las zonas, se hacía hasta ahora: 8.327.451; 8,327,451). Los números de cuatro cifras se escriben sin espacios de separación: 2458 (no 2 458). En ningún caso deben repartirse en líneas diferentes las cifras que componen un número: 8 327 / 451.
Diccionario panhispánico de dudas - Primera edición (octubre 2005)

Véase en el BOE el Real Decreto 2032/2009, de 30 de diciembre, por el que se establecen las unidades legales de medida. 

## Escritura decimal

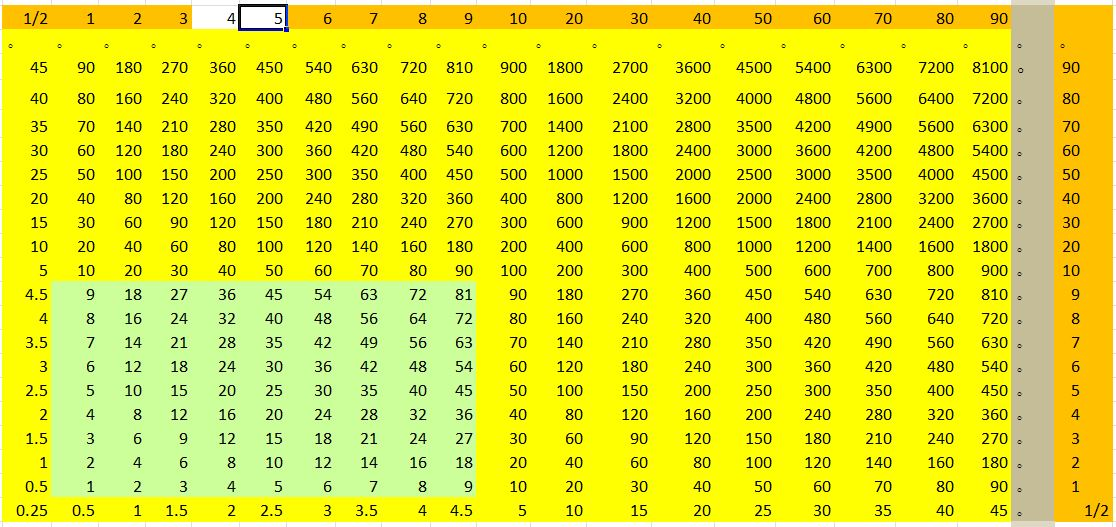
Diagrama de la primera tabla de multiplicar conocida en el mundo (c. 305 a. C.) del período de los Estados Combatientes

En el sistema de numeración posicional de base diez, los números que no son enteros, es decir, los números con parte fraccionaria tienen una representación en forma de número decimal. Sin contar las secuencias recurrentes de la forma 0,999…, la escritura es única y puede ser de dos tipos:
{\displaystyle {\rm {n{\acute {u}}mero\left\{{\begin{array}{l}{\rm {entero}}\\{\rm {decimal\left\{{\begin{array}{l}{\rm {racional\left\{{\begin{array}{l}{\rm {exacto}}\\{\rm {peri{\acute {o}}dico\left\{{\begin{array}{l}{\rm {puro}}\\{\rm {mixto}}\end{array}}\right.}}\end{array}}\right.}}\\{\rm {irracional}}\end{array}}\right.}}\end{array}}\right.}}}
Esta ley de tricotomía aparece en todo sistema de notación posicional en base entera n, e incluso se puede generalizar a bases irracionales, como la base áurea.
Así, las fracciones irreducibles cuyo denominador contiene factores primos que factorizan a 10 (2 y 5), tiene una representación finita. Si contienen factores primos distintos de aquellos que factorizan a 10, no tienen representación finita: la parte fraccionaria presentará un período de recurrencia pura cuando no haya ningún factor primo en común con la base, y recurrencia mixta (aquella en la que hay dígitos al comienzo que no forman parte del período) cuando haya al menos un factor primo en común con la base. Si contiene un desarrollo ilimitado no periódico, esta representación corresponde a un número irracional.

## Computación decimal
La mayoría de los sistemas de hardware y software informáticos modernos suelen utilizar internamente un representación binaria (aunque muchos de los primeros ordenadores, como el ENIAC o el IBM 650, utilizaban internamente la representación decimal).
Para uso externo de especialistas en informática, esta representación binaria se presenta a veces en los sistemas octal o hexadecimal relacionados.
Para la mayoría de los propósitos, sin embargo, los valores binarios se convierten a o desde los valores decimales equivalentes para su presentación a o entrada de los seres humanos; programas de ordenador expresan literales en decimal por defecto. (123,1, por ejemplo, se escribe así en un programa informático, aunque muchos lenguajes informáticos son incapaces de codificar ese número con precisión).
Tanto el hardware como el software de los ordenadores utilizan también representaciones internas que son efectivamente decimales para almacenar valores decimales y realizar operaciones aritméticas. A menudo esta aritmética se realiza sobre datos codificados utilizando alguna variante del decimal codificado en binario, especialmente en implementaciones de bases de datos, pero hay otras representaciones decimales en uso (incluyendo coma flotante decimal como en las revisiones más recientes del IEEE 754 Standard for Floating-Point Arithmetic).
La aritmética decimal se utiliza en los ordenadores para que los resultados fraccionarios decimales de sumar (o restar) valores con una longitud fija de su parte fraccionaria siempre se calculen con esta misma longitud de precisión. Esto es especialmente importante para los cálculos financieros, por ejemplo, que requieren en sus resultados múltiplos enteros de la unidad monetaria más pequeña a efectos contables. ¡Esto no es posible en binario, porque las potencias negativas de {\displaystyle 10} no tienen representación fraccionaria binaria finita; y es generalmente imposible para la multiplicación (o división).

## Historia
Según los antropólogos, el origen del sistema decimal está  en los diez dedos que tienen los hombres en las manos que siempre han servido como base para contar.
También existen algunos vestigios del uso de otros sistemas de numeración, como el quinario, el duodecimal y el vigesimal.
El desarrollo de las cifras del uno al nueve, se hizo en la India según las Inscripciones De Nana Ghat en el siglo III a. C. sin sistema de posición de ellas. esto último hace su primera aparición en el 458 en el documento Lokavibhaga, un tratado de cosmología escrito en sánscrito. Aparece el número 14 236 713 y el cero, el vacío donde ocupan la palabra sunya.
Más tarde este sistema lo toman los árabes cambiando el aspecto de las cifras llamadas ghobar en las cifras que usamos hoy 1,2,3,4,5,6,7,8,9,0.
| Año               | Acontecimiento |
| ----------------- | --- |
| III milenio a. C. | Los egipcios utilizan un sistema decimal no posicional. Otras culturas de mesopotamia (Sumeria, Babilonia, ...) utilizaban un sistema posicional sexagesimal. |
| Antes de 1350     | los chinos. |
| hacia -600        | los etruscos |
| hacia -500        | Registros en sánscrito. |
|                   | La civilización maya |

### Numeraciones decimales
El sistema decimal es el más común. Por ejemplo, las numeraciones:
| - árabe, - armenia, - china, | - cirílica, - egipcia, - gótica, | - griega, - hebrea, - india, | - japonesa, - maya, - mongol, | - romana, - tchouvache, - thaï. |